# Franc Artiga
Francesc Artiga Cebrián (Cambrils, Tarragona, 30 de julio de 1976), conocido como Franc Artiga, es un entrenador español. Actualmente está sin club.

## Trayectoria deportiva
Natural de Cambrils, a principios de la década del año 2000 comenzaría su trayectoria en los banquillos trabando en el fútbol base del Club de Futbol Reus Deportiu.
En la temporada 2003-04, firma por el como segundo entrenador del CF Amposta, donde permanece durante dos temporadas. 
Desde 2005 a 2007, sería entrenador del juvenil "A" del Gimnàstic de Tarragona.
En la temporada 2009-10, regresa al CF Amposta como primer entrenador del conjunto catalán.
En julio de 2010, firma por el FC Barcelona para ser entrenador de fútbol base. En febrero de 2015, se hace cargo del juvenil "B" del FC Barcelona hasta el final de la temporada.
En julio de 2015, pasaría a ser entrenador del cadete "A" del conjunto blaugrana hasta que en abril de 2018, vuelve a hacerse cargo del juvenil "B".
El 7 de octubre de 2019, pasa a ser entrenador del Juvenil "A" del FC Barcelona tras la marcha de Víctor Valdés y también lo dirigiría en la Youth League. El equipo consiguió once victorias consecutivas que sirvieron para proclamarse campeón de Liga tras situarse líder con dos puntos de ventaja respecto al Real Zaragoza, justo antes del parón por la pandemia por la Covid-19.
El 24 de febrero de 2021, deja de ser entrenador del Juvenil "A" y abandona la disciplina del FC Barcelona después de 11 temporadas, donde el equipo, al mando de Franc, logró once ligas en los once años que estuvo en el club blaugrana: cuatro ligas en el Cadete B, tres ligas en el Cadete A, tres ligas en el Juvenil B y una liga en el Juvenil A.
El 24 de marzo de 2021, firma como entrenador de la Selección de fútbol sub-20 de los Emiratos Árabes Unidos, a la que dirige hasta agosto de 2022.
El 17 de enero de 2023, firma como entrenador del FC Rodina Moscú-2 de la Liga de Fútbol Profesional de Rusia, la tercera categoría rusa.
El 12 de octubre de 2023, Frank Artiga es nombrado entrenador del FC Rodina Moscú

## Clubes

### Como entrenador
| Club                                                     | País   | Año         |
| -------------------------------------------------------- | ------ | ----------- |
| Club de Futbol Reus Deportiu fútbol base                 | España | 2002 - 2003 |
| CF Amposta (2º Entrenador)                               | España | 2003 - 2005 |
| Gimnàstic de Tarragona Juvenil "A"                       | España | 2005 - 2007 |
| CF Amposta                                               | España | 2009 - 2010 |
| FC Barcelona (Fútbol base y juveniles)                   | España | 2010 - 2021 |
| Selección de fútbol sub-20 de los Emiratos Árabes Unidos | EAU    | 2021 - 2022 |
| FC Rodina Moscú-2                                        | Rusia  | 2023        |
| FC Rodina Moscú                                          | Rusia  | 2023 - 2024 |
| FK Jimki                                                 | Rusia  | 2024 - 2025 |